# Robert Smith (musicista)
Robert James Smith (Blackpool, 21 aprile 1959) è un cantautore e polistrumentista britannico.
È il fondatore del celebre gruppo musicale The Cure e l'unico membro della band a non avere mai abbandonato la formazione, di cui è autore dei testi e maggiore autore delle melodie. Sebbene molti lo considerino un chitarrista, Smith è di fatto un polistrumentista. Smith è stato anche il chitarrista ufficiale dei Siouxsie and the Banshees per due anni dal 1982 al 1984 e ha registrato due dischi con loro.

## Biografia
Nato nel Lancashire, il leader dei Cure, col suo stile dark (capelli cotonati, matita agli occhi, rossetto, camicia nera larga, pantaloni neri e scarpe da ginnastica bianche) è diventato un'icona.
Con i Cure, Smith si rivela un musicista decisamente versatile facendo da unica voce in tutte le canzoni della band (ad eccezione del brano Foxy Lady in Three Imaginary Boys cantata da Michael Dempsey) e suonando nel corso degli anni chitarra, la chitarra baritona (che nei crediti degli album è intesa come un basso a 6 corde), basso, tastiere, violino (in The Caterpillar nell'album The Top del 1984) e perfino la batteria nella parte conclusiva del Pornography Tour.
Anche se della sua vita privata non trapela quasi nulla, sappiamo che oggi è diversa la sua visione della vita e c'è più luce anche tra le note dei Cure. Smith si è sposato con la ragazza con cui era fidanzato fin dai tempi della scuola, Mary Poole, conosciuta all'età di 14 anni e sposata dopo un'attesa durata 14 anni. Il matrimonio si è svolto il 13 agosto 1988: ha invitato tutti i componenti del gruppo e Simon Gallup gli ha fatto da testimone. È andato alla cerimonia in scarpe da ginnastica.
Mary tra l'altro compare, vestita da sposa, nel video di Just Like Heaven del 1987. La coppia ha deciso di non avere figli; lo stesso Robert Smith ha ammesso che, essendo incapace di autodisciplinarsi, non riuscirebbe a educare un figlio, preferendo così essere lo zio dei suoi 25 amati nipoti e pronipoti. Proprio alcuni di essi sono gli autori dei disegni presenti nell'album The Cure del 2004.
Nel 1998 ha partecipato, doppiando se stesso, all'episodio Quel mostro di Barbra Streisand, del cartone animato South Park.
Nel 2003 collaborò con i Blink-182 per il loro album omonimo, realizzando la canzone All of this e arrivando ad esibirsi con il brano in un concerto dei Blink del 2004.
Un grande rammarico per lui è stato l'abbandono di uno dei fondatori dei The Cure, il batterista Laurence "Lol" Tolhurst, degenerato anche in una controversia legale poi vinta da Smith: "Voleva usare il nome dei Cure per i suoi scopi, non potevo consentirglielo. Tutto il resto non contava niente".
Nel 2005 ha vinto l'"Outstanding International Achievement Award" agli Ivor Novello Awards per l'anno 2004.
Nel 2018 è stato curatore del prestigioso Meltdown Festival, che si tiene a Londra e che in passato ha avuto tra i curatori David Bowie, Nick Cave, Patti Smith, Jarvis Cocker e M.I.A..

## Inizio carriera: 1972–1976
Robert Smith ha riferito che la sua prima band, della quale fece parte all'età di quattordici anni, consisteva in: «mio fratello [Richard], alcuni suoi amici e mia sorella più piccola [Janet]. Si chiamava The Crawley Goat Band – brillante!» Tuttavia, mentre la Crawley Goat Band potrebbe essere stata effettivamente il primo gruppo regolare di Smith, egli aveva solo tredici anni quando si esibì per la prima volta dal vivo in pubblico in una band chiamata The Obelisk; formata da lui e da suoi compagni di scuola alla Notre Dame. Gli Obelisk erano formati da Robert Smith (che suonava ancora il piano all'epoca), Marc Ceccagno (chitarra solista), Michael Dempsey (chitarra), Alan Hill (basso) e Laurence "Lol" Tolhurst (percussioni) e, secondo la biografia ufficiale dei The Cure Ten Imaginary Years, si esibirono in concerto in un'unica occasione scolastica nell'aprile 1972. Jeff Apter, invece, data la performance all'aprile 1973.
Durante l'ultima parte del 1972, Smith, Ceccagno, Dempsey e Tolhurst iniziarono a frequentare insieme la St. Wilfrid's Comprehensive, dove avrebbero continuato a suonare musica insieme. Smith disse che la band era conosciuta semplicemente come "the group" ("il gruppo"). Dempsey, che nel frattempo si spostò dalla chitarra al basso, raccontò che un'altra denominazione della band dell'epoca era Brat's Club – un riferimento al romanzo Una manciata di polvere di Evelyn Waugh. Successivamente il gruppo divenne Malice, una "sorta di gruppo sub-metal punk, con Michael Dempsey, Laurence e due altri tizi". Sempre secondo Ten Imaginary Years, tra il gennaio e il dicembre del 1976, la line-up dei Malice cambiò diverse volte. Marc Ceccagno venne sostituito da Porl Thompson, Lol Tolhurst rimpiazzò un certo "Graham" alla batteria, e il "fratello di Graham" venne sostituito a sua volta da Martin Creasy. Nel 1977 i Malice divennero gli Easy Cure.

## Progetti musicali al di fuori dei Cure

### Siouxsie and the Banshees:Join HandsTour (1979)
Robert Smith incontrò per la prima volta Steven Severin dei Siouxsie and the Banshees a un concerto dei Throbbing Gristle e dei Cabaret Voltaire all'YMCA di Londra il 3 agosto 1979. Sia i Banshees che i Cure erano affiliati alla stessa casa discografica (Polydor Records e la sua sussidiaria Fiction, rispettivamente), scritturati da Chris Parry, e Smith era inoltre un grande fan dei Banshees. I due fecero amicizia, e Severin invitò Smith ad accompagnare i Banshees durante un tour inglese in supporto all'album Join Hands. Le due band si misero in viaggio in agosto, e nel frattempo a settembre Siouxsie Sioux, cantante dei Banshees, contribuì ai cori nel brano I'm Cold, B-side del prossimo singolo dei Cure Jumping Someone Else's Train (pubblicato a novembre), Dopo poche date del Join Hands Tour, tuttavia, il chitarrista dei Banshees John McKay e il batterista Kenny Morris lasciarono improvvisamente la band poco tempo prima di un concerto ad Aberdeen, mettendo il tour in sospeso. Determinato a non far terminare il tour, Smith si offrì di rimpiazzare temporaneamente McKay in qualità di chitarrista pur restando membro dei The Cure che suonavano come gruppo spalla dei Banshees, mentre l'ex-Slits Budgie si unì alla band alla batteria. Il tour ripartì il 18 settembre, con Smith a suonare tutte le sere in entrambi i gruppi. Alla fine del tour, Smith tornò a tempo pieno nei Cure.

### The Glove (1983)
Smith e Severin discussero di un progetto collaborativo per la prima volta nel 1981, anche se i loro rispettivi gruppi di appartenenza, The Cure e Banshees, all'epoca non lasciarono loro tempo per dedicarvisi compiutamente. Tuttavia, a partire dal maggio 1983, con i Cure in stallo e Siouxsie impegnata a lavorare con Budgie nei The Creatures, Smith e Severin riuscirono a ritagliarsi uno spazio per iniziare le registrazioni dell'album di debutto dei The Glove (nome scelto in omaggio ai Beatles di Yellow Submarine) intitolato Blue Sunshine. L'allora fidanzata di Budgie, Jeanette Landray, ex ballerina degli Zoo, fu reclutata come cantante, mentre Andy Anderson dei Brilliant venne chiamato per suonare la batteria. Se il nome del gruppo era un omaggio ai Beatles, il titolo dell'album lo era ad un omonimo B-movie (in Italia noto con il titolo La sindrome del terrore) che raccontava la storia di un potente LSD che faceva perdere i capelli a chi lo assumeva trasformandoli poi in pazzi omicidi a distanza di anni. Severin disse del progetto: 
 Smith descrisse la nascita dell'album dicendo: 
 Oltre a Barbarella, Yellow Submarine e l'omonimo Blue Sunshine, altri film citati come fonte di ispirazione per il progetto includono Videodrome, Brood - La covata malefica, La casa, Il lenzuolo viola e Inferno. In retrospettiva, il Melody Maker descrisse i Glove come un "folle pastiche psichedelico".

### The Banshees:Dear Prudence,Nocturne, eHyæna(1983-1984)
L'album dei Glove Blue Sunshine e il singolo da esso estratto Like an Animal uscirono entrambi nell'agosto 1983, seguiti a settembre dal singolo dei Siouxsie and The Banshees Dear Prudence (cover di una canzone dei Beatles), entrambi su etichetta Wonderland Records. Secondo la biografia autorizzata dei Banshees, Dear Prudence venne incisa dietro insistenza di Smith per documentare la sua breve permanenza nel gruppo, e divenne il maggior successo dei Banshees, raggiungendo il numero 3 della Official Singles Chart.
Smith ha poi registrato con i Banshees due concerti a Londra nel settembre 1983 per l'album dal vivo e il video Nocturne. All'inizio del 1984 Smith scrisse e compose con loro un album in studio Hyæna che uscì nel giugno dello stesso anno. La collaborazione di Smith come membro ufficiale dei Banshees cessò in quel momento perché non poté più andare in tour con loro.

## Discografia da solista

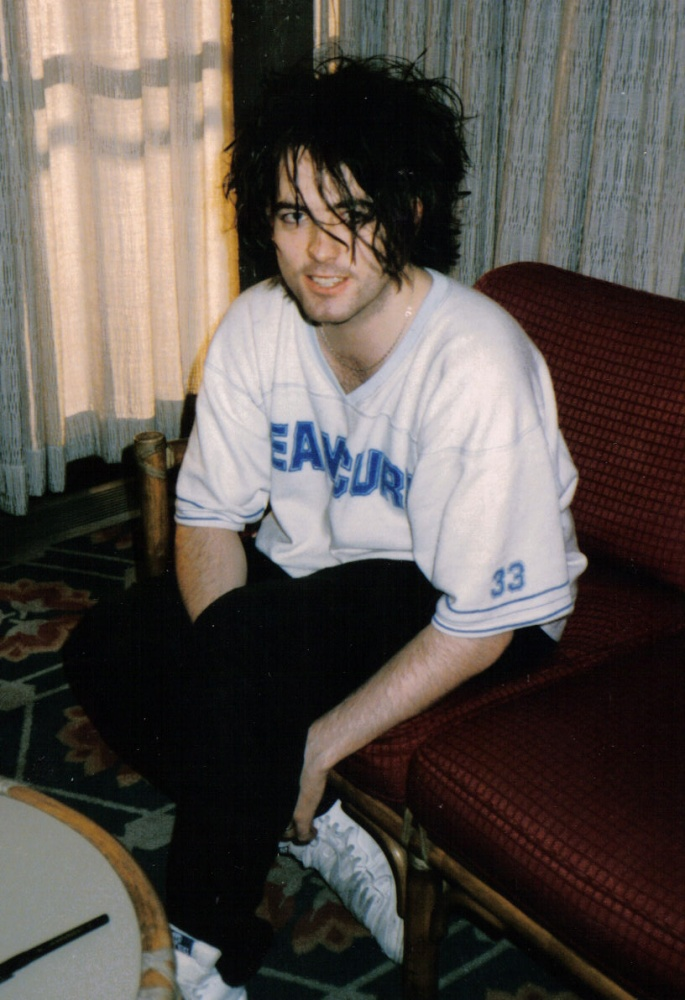
Robert Smith nel 1985

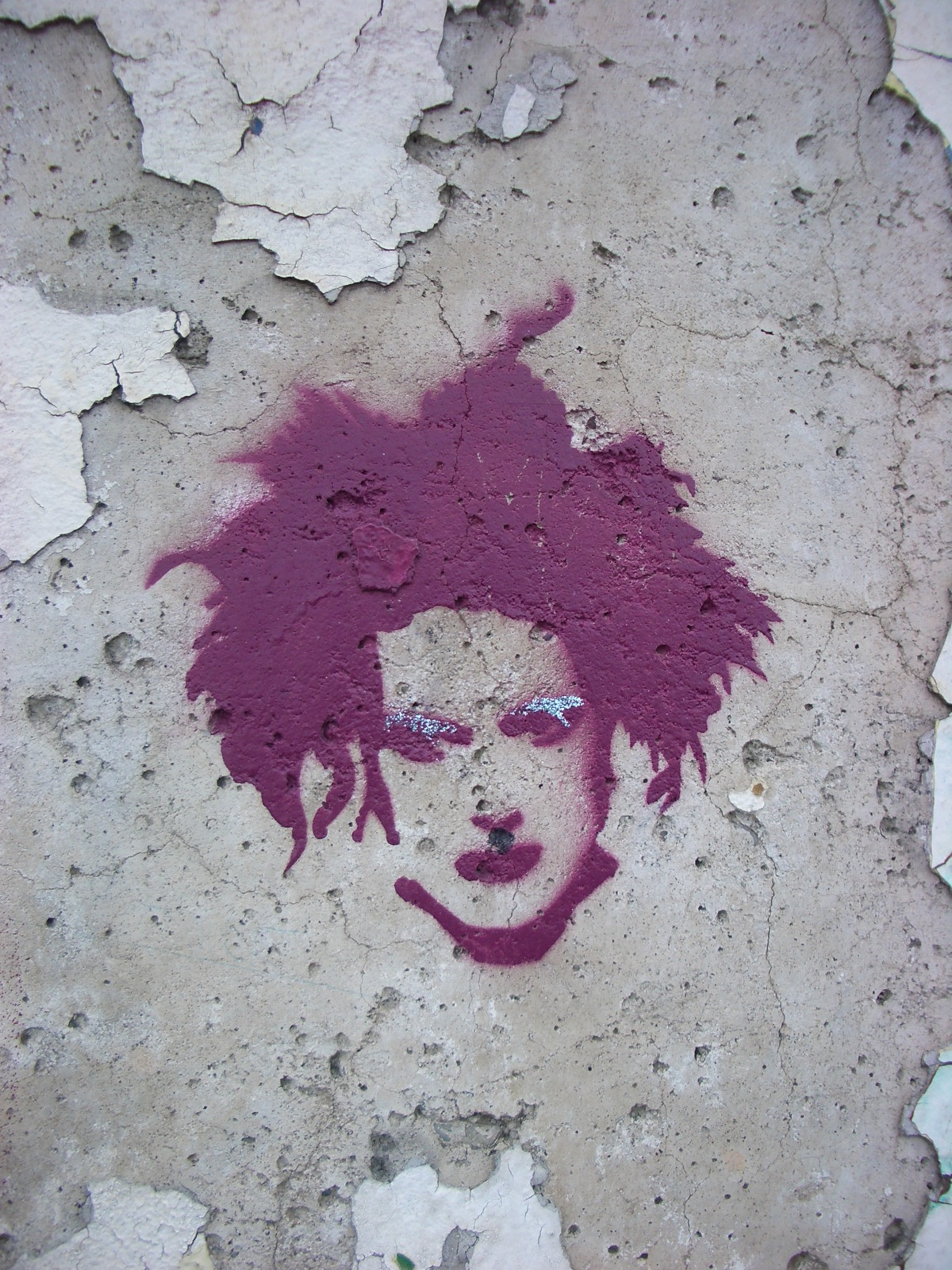
Un esempio di street art raffigurante Robert Smith.

Da sempre Robert Smith continua a ripetere che farà uscire un disco da solista, tanto che ormai questo disco è diventato una specie di Godot per i fan dei Cure. Si pensa generalmente che, nel corso degli anni, Robert sia stato vicino a completare almeno tre album diversi: uno nel 1983, del quale si conosce Ariel, una canzone il cui demo è stato poi pubblicato nella versione deluxe di The Top nel 2006; un altro album risalirebbe al 1989, anno in cui Robert ha registrato una cover della canzone Pirate Ships di Wendy Waldman, resa disponibile poi nel 2001 sul sito ufficiale della band; infine, un ultimo album si sarebbe dovuto registrare nei primi anni 2000, dopo numerose dichiarazioni rilasciate in tal senso durante la promozione dell'album Bloodflowers.
Quest'album avrebbe contenuto collaborazioni con molti artisti famosi e amici di Robert, quali Trent Reznor e Billy Corgan. Dopo la decisione di riprendere il lavoro con i Cure, che avrebbe portato all'album The Cure, Robert ha detto di avere inizialmente pensato di includere quest'album come regalo all'interno del nuovo lavoro del gruppo, poi l'ha ulteriormente "ibernato" ritenendolo troppo diverso dal materiale solito al quale sono abituati i fan.

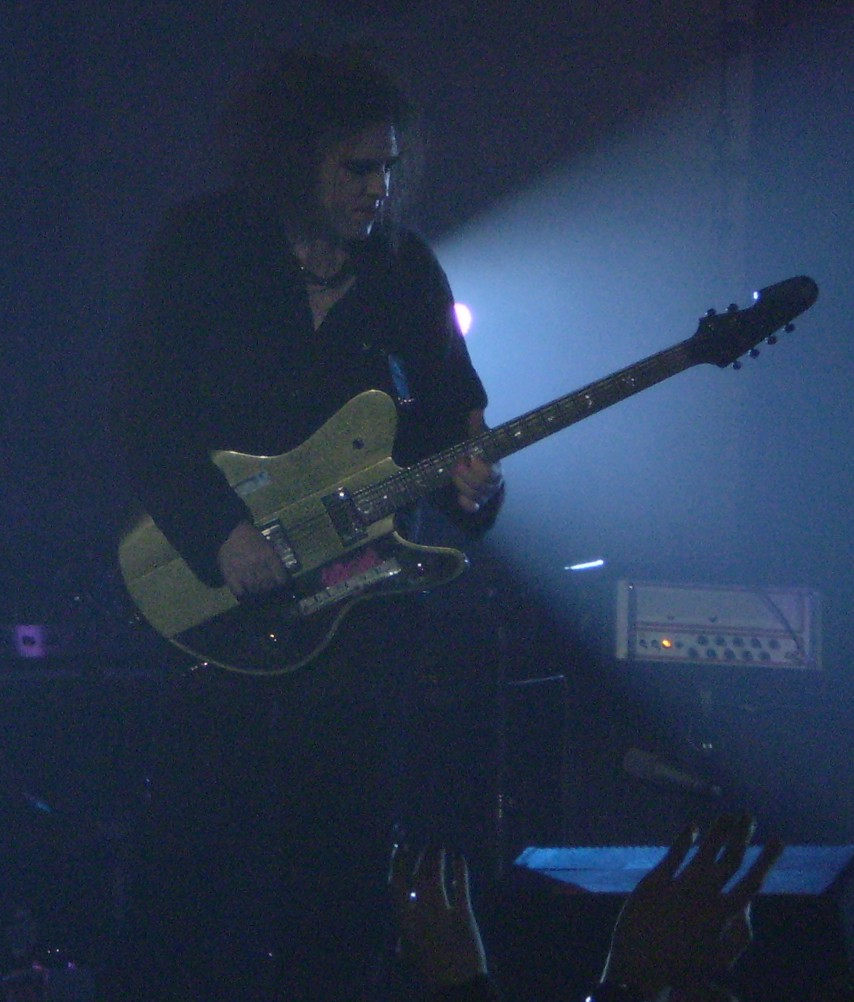
Robert Smith in concerto a Roma nel 2008

C'è comunque da dire che, essendo la mente creativa e quasi il dittatore all'interno della band, c'è anche chi pensa che, nonostante tutto, alcuni album dei Cure (su tutti The Top e The Head on the Door) possono essere praticamente considerati album solisti di Robert, a causa del minimo contributo che si ritiene abbiano dato gli altri membri alla lavorazione del disco.
Nel 2010 collabora alla colonna sonora del film Alice in Wonderland, film diretto da Tim Burton, con la canzone Very Good Advice.

### Collaborazioni
A parte l'album solista, Robert si è divertito, soprattutto negli ultimi anni, a partecipare come ospite in brani di altri artisti, spesso anche di generi completamente diversi dal proprio, come la house, spiazzando i fan. Si annoverano tra tali collaborazioni:
- The Affectionate Punch: album degli Associates del 1980. Robert ha firmato le parti vocali di sottofondo.
- I Want To Be a Tree: singolo di Tim Pope, lo storico regista dei video della band, del 1984, a cui hanno partecipato molti suoi amici, tra cui anche i Siouxsie and the Banshees.
- The Last Thing You Should Do e Quicksand: canzoni di David Bowie, che Robert ha cantato insieme a lui in concerto. Robert è un grande fan di Bowie ed è riuscito a coronare il sogno di suonare con lui il 10 gennaio 1997 a New York, in occasione del concerto per il 50º compleanno del Duca Bianco.
- Ulysses (Della Notte): album di Reeves Gabrels, chitarrista di David Bowie, del 2000. Robert ha cantato in Yesterday's Gone.
- Radio JXL: A Broadcast From the Computer-Hell Cabin: album di Junkie XL, dj olandese, del 2003. Robert ha cantato in Perfect Blue Sky.
- A Forest: singolo di Blank & Jones, coppia di dj tedeschi, del 2003. Robert ha cantato in questa cover trance della storica canzone dei Cure.
- blink-182: album dei Blink 182 del 2003. Robert ha cantato in All of This.
- Zig Zag: album di Earl Slick, altro chitarrista di Bowie, del 2003. Robert ha cantato in Believe.
- Trust It: album di Junior Jack, dj italo-belga, del 2004. Robert ha cantato in Da Hype.
- 2 a.m. Wake-Up Call: album di Tweaker, pseudonimo dietro cui si nasconde Chris Vrenna, il batterista dei Nine Inch Nails, del 2004. Robert ha cantato in Truth Is.
- Without You I'm Nothing: canzone dei Placebo, che Robert ha cantato insieme a loro in un concerto del 2004.
- TheFutureEmbrace: album di Billy Corgan, frontman degli Smashing Pumpkins, del 2005. Robert ha cantato in coppia con Billy in To Love Somebody, cover dei Bee Gees.
- To All New Arrivals: album dei Faithless del 2006. La canzone Spiders, Crocodyles & Kryptonite contiene un sample di Lullaby, in cui Robert ha registrato delle nuove parti vocali.
- The Ideal Condition: primo album di Paul Hartnoll, ex-Orbital. Robert ha firmato testo e voce di Please, che è anche stata fatta uscire come singolo.
- We Were Exploding Anyway: album dei 65daysofstatic del 2010. Robert ha cantato in Come To Me.
- Anik Jean: omonimo album di Anik Jean del 2010. Robert ha duettato in J'aurai tout essayè (Believe), cover di Earl Slick (ex chitarrista di David Bowie).
- Crystal Castles: album dei Crystal Castles del 2010. Robert ha cantato in Not in love, cover dei Platinum Blonde.
- Controlling Your Allegiance: album dei The Japanese Popstars del 2011. Robert ha cantato in Take forever.
- Johnny Boy Would Love This....A Tribute To John Martyn: album tributo a John Martyn del 2011. Robert ha cantato la cover Small hours.
- Strange Timez singolo dei Gorillaz del 2020. Robert ne canta il ritornello
- How Not To Drown singolo dei CHVRCHES del 2021, Robert Smith duetta in video con la cantante del gruppo.

### Progetti paralleli

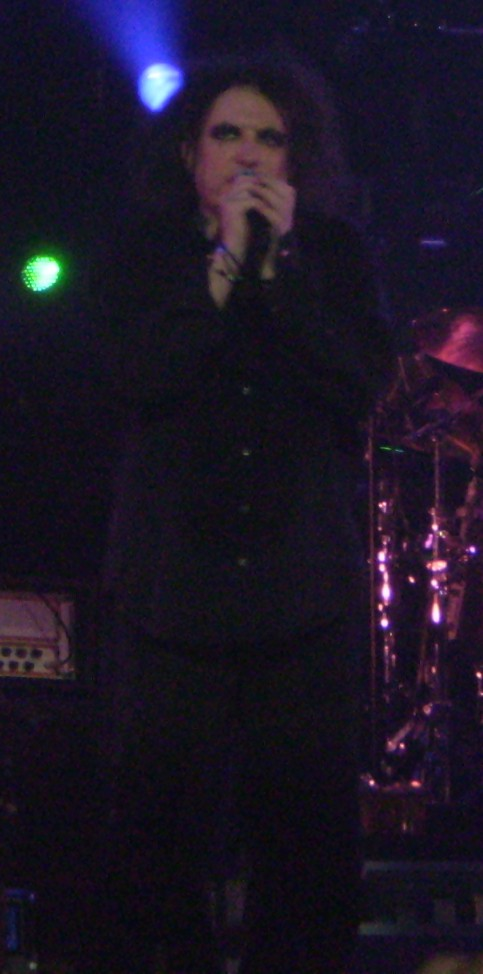
In concerto a Roma nel 2008

Nel tempo, soprattutto nei primi anni, è capitato che Robert sperimentasse altre strade musicali dentro un altro gruppo, o creandone uno per l'occasione. Sono di questo tipo:
- Cult Hero: composta da buona parte dei Cure (Robert, Simon Gallup e Porl Thompson, anche se in quel momento i due non erano nella band) e altri loro amici, questa band è esistita solo per la pubblicazione di un singolo nel 1979: I'm a Cult Hero (b-side: I Dig You). Non cantava Robert, ma un postino del luogo di nome Frank Bell. In seguito Robert ammetterà che i Cult Hero sono stati solo un pretesto per suonare con Simon prima del suo effettivo ingresso nella band.[21]
- The Glove: nati dopo il periodo di crisi dei Cure del 1982, i Glove erano composti esclusivamente da Robert e Steven Severin, bassista dei Banshees. Hanno pubblicato un album, Blue Sunshine, e due singoli, Like An Animal e Punish Me With Kisses, tutti nel 1983, prima che le rispettive due band ritornassero a pieno regime e il progetto-Glove finisse nel dimenticatoio. Nel giugno 2006 è uscita una versione rimasterizzata dell'album, con un secondo cd di inediti, remix e demo.
- Siouxsie and the Banshees: Robert è più volte entrato in questo gruppo, sopperendo alle temporanee mancanze di un chitarrista, a partire dal 1979, in quanto i due gruppi erano in tour insieme. Egli porterà avanti questa doppia permanenza firmando insieme a loro un album di studio (Hyaena), tre singoli (Dear Prudence, Swimming Horses, Dazzle) e un album live (Nocturne), tutti intorno al 1984, e il singolo Song from the Edge of the World del 1987.[22]

### Strumentazione
- Chitarre: Schecter Diamond Series "Ultracure", Chitarra acustica Schecter RS-1000.